# Clima da Galiza
O clima de Galicia é marcado pela predominância do clima oceânico puro – tendente à distribuição anual homogêneas das precipitações–, contrabalanceado por características que podem ser consideradas como suboceânicas, havendo, por vezes, sido caracterizadas como de tendência mediterrânea, ainda que o termo correto seja o de subtropicalizada, já que a estacionalidade pluviométrica da Galiza é controlada, em boa medida, pela componente climática subtropical.
A distribuição espacial das temperaturas apresenta-se em duas direções: uma no sentido costa-interior, relacionada com presença do Oceano Atlântico - que tem um efeito de regulador térmico nas zonas costeiras e mesmo nas mais interiores-, e outra no sentido norte-sul, que se põem em relação com o balanceamento entre as componentes climáticas temperada e subtropical.

## Elementos do clima

### Temperatura
O território galego tem uma temperatura média anual ponderada de 13,3 ºC. Durante o inverno, a temperatura média é de 8,5 ºC; a da primavera, de 15 ºC; a do verão, de 19 ºC e a do outono de 11 ºC. É, portanto, no primeiro trimestre do ano (meses de janeiro a março) que se registram os valores mais baixos de temperatura para a maior parte de Galiza. As províncias atlânticas –A Corunha e Pontevedra– mostram temperaturas médias ponderadas anuais mais elevadas, ligeiramente superiores aos 14 ºC e na ordem de 1 a 2 ºC mais altas que as de Lugo e Ourense, respectivamente. Ao longo das estações, o contraste térmico é máximo para o inverno, con 2,7 ºC de diferença entre as temperaturas médias ponderadas de Ourense e de A Corunha, seguido do outono, com 2,4 ºC, e do verão, com 1,8 ºC. A primavera é a estação com o menor contraste interprovincial, de 1,4 ºC, com um mínimo ponderado de 14,2 ºC em Ourense e um máximo de 15,6 ºC em Pontevedra. Os valores médios normalizados vão desde mínimos por volta dos 6 ºC nas montanhas das serras orientais e orientais-sul (Os Ancares e O Eixo), até máximos superiores aos 15 ºC nas áreas costeiras de baixa altitude, especialmente nas Rías Baixas. Em geral as temperaturas apresentam um efeito diagonal NW-SE de diminuição da temperatura,, ou seja, poderia se traçar uma linha desde Tui até Ribadeo que diferenciaria as duas zonas climáticas principais da Galiza, uma com temperaturas mais suaves (a costa) e outra com temperaturas mais continentais (o interior).

### Precipitações
Uma percentagem considerável das chuvas precipitam-se no semestre outono-inverno, período em que é frequente o estabelecimento de uma anomalia negativa do campo de pressão sobre o Atlântico norte. Esta situação permite o estabelecimento de dispositivos circulatórios, de natureza diversa, capazes de mover fluxos de componentes úmidos de oeste a sudoeste. Em todo caso, deve-se sublinhar que a abundância e variabilidade espacial e temporal da precipitação não pode ser satisfatoriamente explicada só mediante pressupostos da dinâmica atmosférica, já que o noroeste peninsular está situado no extremo meridional do percurso habitual das perturbações associadas aos ventos do oeste, pelo que, em teoria, os seus volumes anuais deveriam ser ligeiramente inferiores aos que realmente são registrados. Neste contexto, os fatores orográficos desempenham um papel preponderante. 

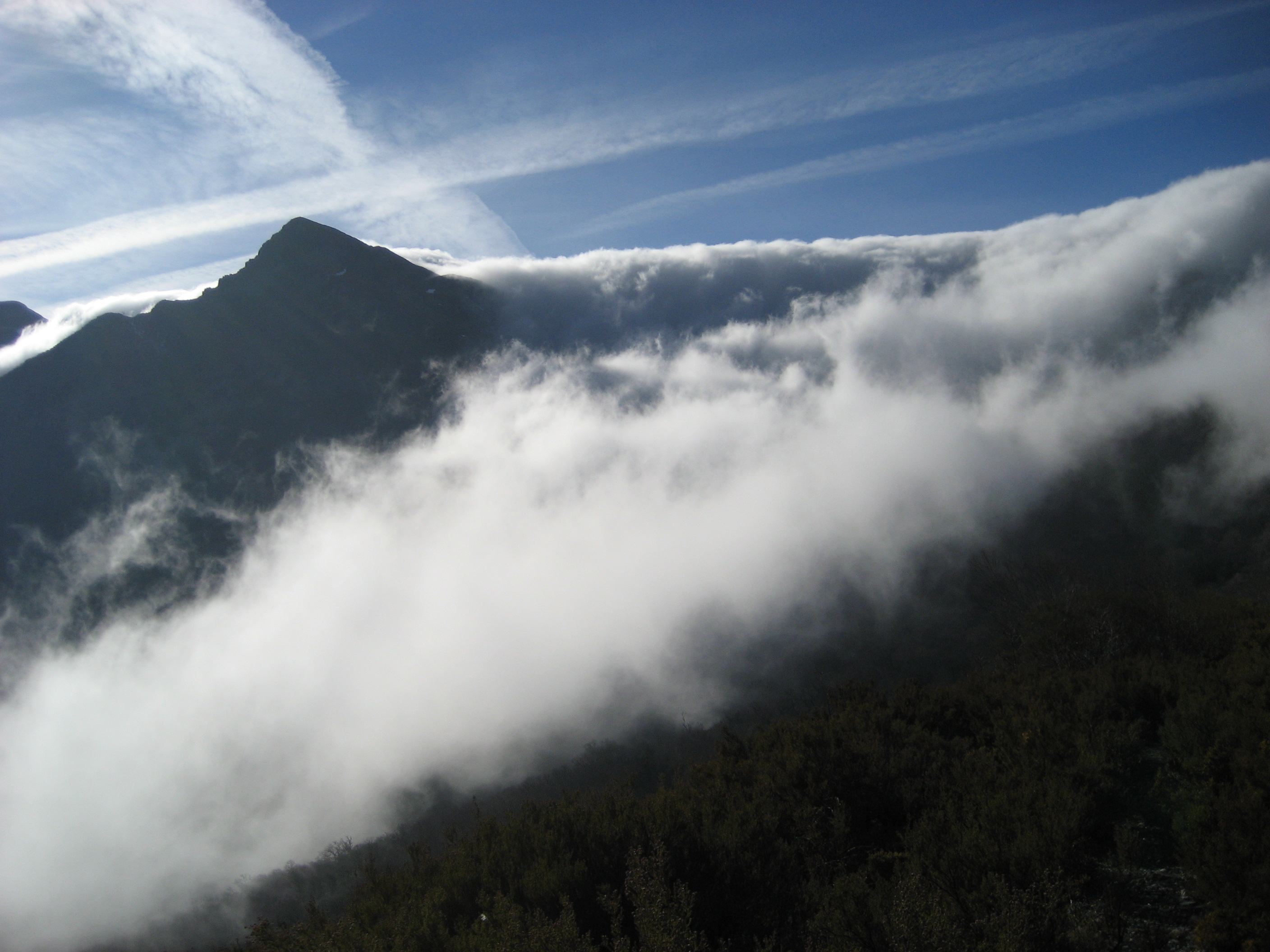
Os Ancares constituem un barreira orográfica para as frentes que adentram na península.

Em primeiro lugar, como intensificador da descarga hídrica associada aos sistemas frontais através da ascensão forçada pelo relevo. E, em segundo lugar, através da diversidade altimétrica, a orientação e a disposição dos obstáculos montanhosos, como condicionantes da desigual distribuição das precipitações no conjunto do território galego.

#### Precipitação média ponderada
A Galiza tem uma média ponderada de precipitações de 1180 mm, com valores que vão desde mínimos próximos aos 500-600 mm no vale do Minho- Sil, até máximos superiores aos 1800-2000 mm nas serras litorais (A Barbança, A Groba) e a dorsal galega (O Suído, Faro de Avión). Conforme a época do ano as estações mais chuvosas são, em, o outono -com 407 mm precipitados e 35% das precipitações anuais acumuladas-, o inverno -  337 mm (28%) -, a primavera 280 - mm (24%)- e o verão -com 156 mm (13 %)-. En geral a distribuição espacial das precipitações no território galego é bastante complexa, em parte devido à orografia galega. No conjunto, é a província de Pontevedra que recolhe uma maior precipitação anual, seguida da Corunha e Lugo, enquanto que em Ourense os valores são mais baixos. 